# Macroglenes sivani
Macroglenes sivani is een vliesvleugelig insect uit de familie Pteromalidae. De wetenschappelijke naam is voor het eerst geldig gepubliceerd in 2004 door Narendran & Sureshan.